# Ensemble Hauptstraße Baiersdorf

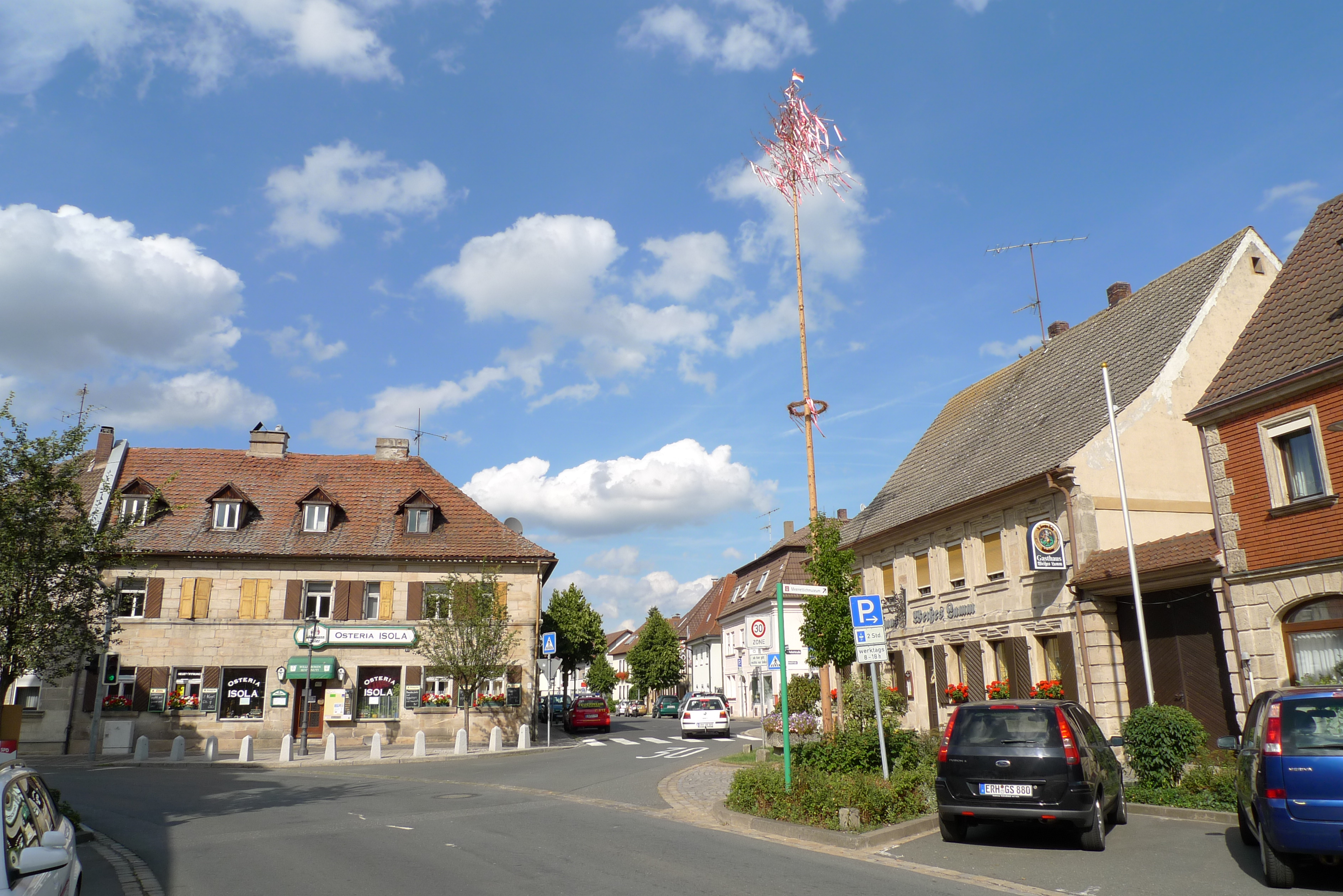
Hauptstraße in Baiersdorf

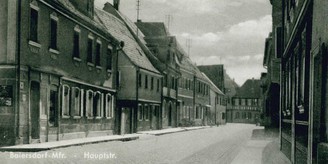
Die Hauptstraße auf einer Postkarte (um 1900)

Das Ensemble Hauptstraße in Baiersdorf, einer Gemeinde im mittelfränkischen Landkreis Erlangen-Höchstadt in Bayern, ist ein Bauensemble, das unter Denkmalschutz steht.
Der obere Teil der Hauptstraße führte noch im 18. Jahrhundert den Namen Markt. Er dürfte somit die Achse der 1353 durch die Burggrafen von Nürnberg neben einer älteren Siedlung gegründeten Stadt bilden.

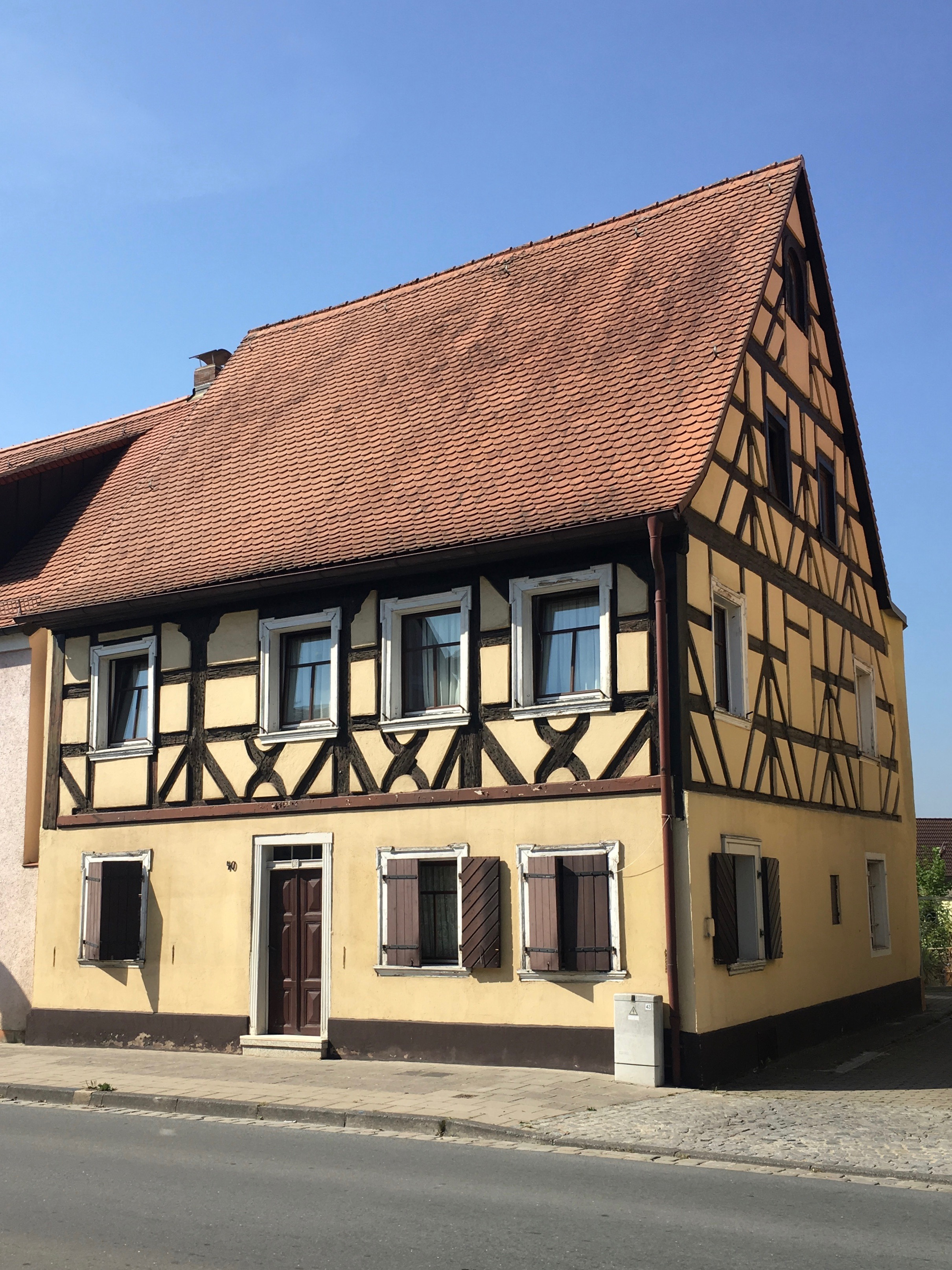
Wohnhaus Hauptstraße 40

Da mehrere Stadtbrände den Ort verwüstet hatten, ist unsicher, ob der Grundriss dieses Marktes auf die Zeit vor dem Dreißigjährigen Krieg zurückgeht. Die Bebauung des 17./18. Jahrhunderts ist jedoch gut erhalten, wobei Gasthäuser und das ehemalige Kastenamt die Funktion von Baiersdorf als Kleinzentrum akzentuieren. 
Der Abschluss im Norden dürfte den Übergang zur vorgegebenen Siedlungssituation kennzeichnen. Im Süden war der Platzraum bis 1945 durch das Erlanger Tor geschlossen.

## Einzeldenkmäler
Siehe: Liste der Baudenkmäler in Baiersdorf